# Copa dos Campeões do Espírito Santo
A Copa dos Campeões do Espírito Santo foi um torneio de futebol da Federação de Futebol do Estado do Espírito Santo (FES) disputada entre os dois campeões de futebol do estado do Espírito Santo, o campeão do Campeonato Capixaba e o campeão da Copa Espírito Santo.

## História
Sua primeira edição ocorreu em 2013. O campeão foi o Aracruz, campeão do Campeonato Capixaba de 2012, que venceu na decisão a Desportiva por 3 a 2, campeã da Copa Espírito Santo de 2012.
Em 2014 na segunda edição foi a Desportiva, campeã do Campeonato Capixaba de 2013, que se sagrou campeã ao derrotar o Real Noroeste, campeão da Copa Espírito Santo de 2013, por 2 a 1, os gols foram marcados por Regilson e David de pênalti para a Desportiva e Vitinho descontou de falta para o Real Noroeste.
Em 2015, ocorreria a terceira edição com a participação do Estrela do Norte, campeão do Campeonato Capixaba  de 2014 e do Real Noroeste, campeão da Copa Espírito Santo de 2014. A decisão seria na partida válida pela sétima rodada do Hexagonal Semifinal do Campeonato Capixaba em 18 de abril de 2015 no Estádio Sumaré em Cachoeiro de Itapemirim. Porém, a decisão da Copa dos Campeões foi suspensa durante o jogo e oficialmente nenhuma equipe saiu com o título. O árbitro da partida, Geanderson Godoy, disse que não foi comunicado pelo Departamento de Arbitragem ou Departamento Técnico e nem pela Presidência da Federação. O jogo foi vencido pelo Estrela do Norte por 2 a 0, gols de Ferrugem e Paulo Matos.

## Edições
| Ano           | Datas e Locais                                          | Final                                                         | Final         | Final                                                         |
| Ano           | Datas e Locais                                          | Vencedor                                                      | Placar        | Vice                                                          |
| ------------- | ------------------------------------------------------- | ------------------------------------------------------------- | ------------- | ------------------------------------------------------------- |
| 2013 Detalhes | Estádio do Bambu, Aracruz (18 de janeiro de 2013)       | Aracruz Campeão do Campeonato Capixaba de 2012                | 3 – 2         | Desportiva Ferroviária Campeão da Copa Espírito Santo de 2012 |
| 2014 Detalhes | Estádio Salvador Costa, Vitória (11 de janeiro de 2014) | Desportiva Ferroviária Campeão do Campeonato Capixaba de 2013 | 2 – 1         | Real Noroeste Campeão da Copa Espírito Santo de 2013          |
| 2015 Detalhes | –                                                       | Estrela do Norte Campeão do Campeonato Capixaba de 2014       | Não realizado | Real Noroeste Campeão da Copa Espírito Santo de 2014          |

## Títulos

### Por equipe
| Clube                  | Cidade       | Títulos  | Vices    |
| ---------------------- | ------------ | -------- | -------- |
| Desportiva Ferroviária | Cariacica    | 1 (2014) | 1 (2013) |
| Aracruz                | Aracruz      | 1 (2013) | 0        |
| Real Noroeste          | Águia Branca | 0        | 1 (2014) |

### Por cidade
| Cidade       | Títulos | Vices |
| ------------ | ------- | ----- |
| Cariacica    | 1       | 1     |
| Aracruz      | 1       | 0     |
| Águia Branca | 0       | 1     |